# Stephan Schröck
Stephan Markus Cabizares Schröck, född 21 augusti 1986 i Schweinfurt, är en tysk-filippinsk fotbollsspelare som sedan 2023 spelar i CF Manila. Han spelade i tyska ungdomslandslag, innan han 2011 bytte landslag till Filippinerna.

## Karriär

### Klubblag
Stephan Schröck startade sin karriär i Greuther Fürth i 2. Fußball-Bundesliga. Under sitt åttonde och sista år hjälpte han klubben att nå uppflyttning till Bundesliga, innan han lämnade för spel i 1899 Hoffenheim. I sin debut 1 september 2012 blev han utvisad när Hoffenheim förlorade mot Eintracht Frankfurt med 0-4.
Sommaren 2013 värvades Schröck till Eintracht Frankfurt. Han gjorde sitt första och enda mål för klubben i Europa League mot APOEL. Efter bara en säsong återvände Schröck till Greuther Fürth. Under säsongen 2015/16 fick han sparsamt med speltid och lånades då ut till filippinska Ceres.

### Landslag
Stephan Schröck, vars far är tysk och mor är filippinsk, valde först att representera Tyskland och spelade för dem i U18, U19 och U20 landslagen. Han bytte dock landslag och gjorde debut för Filippinerna i juni 2011. Schröck gjorde sitt första mål i andra omgången av VM-kvalet 2014 mot Kuwait.
12 november 2015 spelade Schröck sin första landskamp som lagkapten i en match mot Jemen.

#### Internationella mål
| Nr | Datum             | Spelplats                            | Motståndare | Mål | Resultat | Tävling                               |
| -- | ----------------- | ------------------------------------ | ----------- | --- | -------- | ------------------------------------- |
| 1. | 28 juli 2011      | Rizal Memorial Stadium, Manila       | Kuwait      | 1–0 | 1–2      | VM-kval 2014                          |
| 2. | 24 mars 2013      | Rizal Memorial Stadium, Manila       | Kambodja    | 5–0 | 8–0      | Kval till AFC Challenge Cup 2014      |
| 3. | 15 oktober 2013   | Panaad Stadium, Bacolod City         | Pakistan    | 3–1 | 3–1      | Philippine Peace Cup 2013             |
| 4. | 8 september 2015  | Philippine Sports Stadium, Bocaue    | Uzbekistan  | 1–4 | 1–5      | VM-kval 2018                          |
| 5. | 16 januari 2019   | Rashid Stadium, Dubai                | Kirgizistan | 1–3 | 1–3      | Asiatiska mästerskapet i fotboll 2019 |
| 6. | 10 september 2019 | GFA National Training Center, Dededo | Guam        | 3–1 | 4–1      | VM-kval 2022                          |